# Sonic hedgehog
El Sonic hedgehog (SHH) és una proteïna que en humans està codificada pel gen SHH És el lligand millor estudiat de la via de senyalització Hedgehog ; d'altres són el desert hedgehog (DHH) i Indian hedgehog (IHH). Té un paper clau en el desenvolupament dels animals, des d'insectes fins a mamífers. En els vertebrats, participa en l'organogènesi, inclòs el creixement dels dits a les extremitats i l'organització del cervell. Sonic hedgehog és un exemple arquetípic de morfogen definit pel model de bandera francesa de Lewis Wolpert: una molècula que es difon per formar un gradient de concentració i que té diferents efectes sobre les cèl·lules de l'embrió en desenvolupament segons la seva concentració. Sonic hedgehog també és actiu en adults; per exemple, controla la proliferació de cèl·lules mare adultes i ha estat implicat en el desenvolupament d'alguns càncers.

## Descobriment i nom
El gen hedgehog (hh) es va identificar per primera vegada a la mosca de la fruita Drosophila melanogaster a les pantalles clàssiques de Heidelberg de Christiane Nüsslein-Volhard i Eric Wieschaus, tal com es va publicar el 1980. Aquest cribatge genètic, que els van portar a guanyar el premi Nobel el 1995 juntament amb el genetista del desenvolupament Edward B. Lewis, van identificar gens que controlen el patró de segmentació dels embrions de Drosophila. La pèrdua de funció hh del fenotip mutant provoca que els embrions estiguin coberts amb denticles, petites projeccions punxegudes que s’assemblen a les espigues d'un eriçó (en angles Hedgehog). Les investigacions dirigides a trobar un Hedgehog equivalent en vertebrats de Philip Ingham, Andrew P. McMahon i Clifford Tabin, van revelar tres gens homòlegs.
Dos d'aquests, l' eriçó del desert (Desert Hedgehog) i l'eriçó indi (Indian Hedgehog), van rebre el nom d'espècies d'eriçons, mentre que el Sonic Hedgehog va rebre el nom de Sonic the Hedgehog, el personatge protagonista de la franquícia homònima de videojocs. El gen va ser nomenat així per Robert Riddle, que era postdoctoral al Tabin Lab, després que la seva dona Betsy Wilder arribés a casa amb una revista de jocs que contenia un anunci del videojoc Sonic the Hedgehog. Aleshores també hi havia molta música al laboratori, inclosa la banda Sonic Youth. En el peix zebra, es duplicen dos dels tres gens hh dels vertebrats: SHH a, SHH b (anteriorment descrit com tiggywinkle hedgehog, anomenat així per la Sra. Tiggy-Winkle, un personatge dels llibres per a nens de Beatrix Potter), ihha i ihhb (abans es descrivia com a echidna hedgehog, que rep el nom del formiguer espinós i no del personatge Knuckles the Echidna de la franquícia Sonic).

## Funció
D’entre els homòlegs d' hh, s’ha trobat que el SHH té els rols més crítics en el desenvolupament, ja que actua com a morfogen implicat en la configuració de molts sistemes, inclosa l'hipòfisi anterior, pal·li del cervell, medul·la espinal, pulmons, dents, i el tàlem per la zona limitans intratalàmica. En els vertebrats, el desenvolupament de les extremitats i dels dígits depèn de la secreció de l'eriçó sonor per la zona d'activitat polaritzadora, situada al costat posterior del brot embrionari de les extremitats. Les mutacions del gen de l'eriçó sonor humà, SHH, causen holoprosencefàlia tipus 3 HPE3 com a resultat de la pèrdua de la línia mitjana ventral. La via de transcripció de l'eriçó sonor també s'ha relacionat amb la formació de tipus específics de tumors cancerosos, inclòs el tumor cerebel·lar embrionari, i el medul·loblastoma, així com la progressió dels tumors del càncer de pròstata. Perquè el SHH s’expressi a les extremitats embrionàries en desenvolupament, s’ha de segregar un morfogen anomenat factors de creixement dels fibroblasts des de la cresta ectodèrmica apical.
També s’ha demostrat que l'eriçó sonor actua com a punt de guia axonal. S'ha demostrat que SHH atrau axons comissurals a la línia mitjana ventral de la medul·la espinal en desenvolupament. Concretament, SHH atrau els axons de les cèl·lules ganglionars de la retina (RGC) a baixes concentracions i els repel·leixen a concentracions més altes. S'ha demostrat que l'absència (no expressió) de SHH controla el creixement de les extremitats posteriors naixents en cetacis (balenes i dofins).
El gen SHH és un membre de la família de gens eriçó amb cinc variacions d'alteracions de la seqüència d'ADN o variants d'empalme. SHH es troba al cromosoma set i inicia la producció de proteïna Sonic Hedgehog. Aquesta proteïna envia senyals de curt i llarg abast als teixits embrionaris per regular el desenvolupament. Si el gen SHH està mutat o absent, la proteïna Sonic Hedgehog no pot fer la seva feina correctament. L'eriçó sonor contribueix al creixement cel·lular, a l'especificació i formació cel·lular, a l'estructuració i a l'organització del pla corporal. Aquesta proteïna funciona com una molècula de senyalització morfogènica vital i té un paper important en la formació de moltes estructures diferents en desenvolupament d'embrions. El gen SHH afecta diversos sistemes principals d'òrgans, com el sistema nerviós, el sistema cardiovascular, el sistema respiratori i el sistema locomotor. Les mutacions del gen SHH poden causar malformacions dels components d'aquests sistemes, cosa que pot provocar problemes importants en l'embrió en desenvolupament. El cervell i els ulls, per exemple, poden ser afectats significativament per mutacions en aquest gen i causa trastorns com ara microftalmia i holoprosencefalia. La microftàlmia és una afecció que afecta els ulls, que es tradueix en teixits petits i poc desenvolupats en un o ambdós ulls. Això pot conduir a problemes que van des d'un coloboma fins a un sol ull petit fins a l'absència total d'ulls. La holoprosencefàlia és una afecció més sovint causada per una mutació del gen SHH que causa una separació incorrecta del cervell esquerre i dret i de la dismòrfia facial. Molts sistemes i estructures depenen en gran manera de l'expressió adequada del gen SHH i de la proteïna sonora eriçó sonora, cosa que li fa distingir de ser un gen essencial per al desenvolupament.

### Estructura del sistema nerviós central
La molècula de senyalització de l'eriçó sonor (SHH) assumeix diversos papers en la configuració del sistema nerviós central (SNC) durant el desenvolupament dels vertebrats. Una de les funcions més caracteritzades de SHH és el seu paper en la inducció de la placa del sòl i de diversos tipus de cèl·lules ventrales dins del tub neural. La notocorda —una estructura derivada del mesoderma axial— produeix SHH, que viatja extracel·lularment a la regió ventral del tub neural i instrueix a aquestes cèl·lules que formin la placa del sòl. Una altra visió de la inducció de la placa del sòl suposa que algunes cèl·lules precursores situades al notocordi s’insereixen a la placa neuronal abans de la seva formació, donant lloc posteriorment a la placa del sòl.
El propi tub neural és la base inicial del SNC dels vertebrats i la placa del sòl és una estructura especialitzada, situada al punt mitjà ventral del tub neural. Les proves que donen suport al notocordi com a centre de senyalització provenen d'estudis en què s’implanta un segon notocordi prop d'un tub neural in vivo, que condueix a la formació d'una placa de sòl ectòpic dins del tub neural.
- Gradients de SHH and BMP en el tub neural de vertebrats
- Formació de la placa de sól ectòpica
- Territori neural ventral del tub neural

El Sonic Hedgehog és la proteïna secretada que media les activitats de senyalització del notocordi i de la placa del sòl. Els estudis que impliquen expressió ectòpica de SHH in vitro i in vivo donen lloc a la inducció de la placa del sòl i la diferenciació de les neurones motores i les interneurones ventrals. D’altra banda, els ratolins mutants de SHH no tenen característiques de la medul·la espinal ventral. El bloqueig in vitro de la senyalització SHH mitjançant anticossos contra ella mostra fenotips similars. SHH exerceix els seus efectes de manera dependent de la concentració, manera que una alta concentració de SHH resulta en una inhibició local de la proliferació cel·lular. Aquesta inhibició fa que la placa del sòl es faci prima en comparació amb les regions laterals del tub neural. Una menor concentració de SHH dona lloc a la proliferació cel·lular i la inducció de diversos tipus de cèl·lules neuronals ventrals. Un cop establerta la placa del sòl del tub neural, les cèl·lules que resideixen en aquesta regió posteriorment expressaran SHH elles mateixes, generant un gradient de concentració dins del tub neural.
Tot i que no hi ha evidència directa d'un gradient de SHH, hi ha proves indirectes mitjançant la visualització de l'expressió gènica Patched (Ptc), que codifica per al domini d'unió del lligand del receptor SHH tot el tub neural ventral. Els estudis in vitro mostren que els canvis incrementals de dos i tres en la concentració de SHH donen lloc a la neurona motora i a diferents subtipus interneuronals que es troben a la medul·la espinal ventral. Aquests canvis incrementals in vitro corresponen a la distància dels dominis del teixit de senyalització (notocord i placa del sòl) que posteriorment es diferencia en diferents subtipus neuronals a mesura que es produeix in vitro. Es suggereix que la senyalització SHH graduada es media a través de la família de proteïnes Gli, que són homòlegs de vertebrats del factor de transcripció Cubitus interruptus (Ci) del dit de zinc Drosophila . Ci és un mediador crucial de la senyalització d'eriçó (Hh) a Drosophila. En els vertebrats, hi ha tres proteïnes Gli diferents, a saber. Gli1, Gli2 i Gli3, que s’expressen al tub neural. Els ratolins mutants per Gli1 mostren un desenvolupament normal de la medul·la espinal, el que suggereix que és prescindible per mediar l'activitat SHH. No obstant això, els ratolins mutants Gli2 presenten anomalies a la medul·la espinal ventral, amb defectes greus a la placa del sòl i a les interneurones amb més ventral (V3). Gli3 antagonitza la funció SHH de manera dependent de la dosi, promovent els subtipus neuronals dorsals. Els fenotips mutants SHH es poden rescatar en un doble mutant SHH / Gli3. Les proteïnes Gli tenen un domini d'activació terminal C i un domini repressiu N-terminal.
Es suggereix SHH per promoure la funció d'activació dels Gli2 i inhibir l'activitat repressiva dels Gli3. SHH també sembla promoure la funció d'activació de Gli3, però aquesta activitat no és prou forta. La concentració graduada de SHH dona lloc a una activitat graduada dels Gli 2 i Gli3, que afavoreixen els subtipus neuronals ventral i dorsal a la medul·la espinal ventral. Les proves dels mutants Gli3 i SHH / Gli3 mostren que SHH regula principalment la restricció espacial dels dominis progenitors en lloc de ser inductius, ja que els mutants SHH / Gli3 mostren una barreja de tipus cel·lulars.
El SHH també indueix altres proteïnes amb les quals interactua i aquestes interaccions poden influir en la sensibilitat d'una cèl·lula envers el SHH. La proteïna que interactua amb l'eriçó (HHIP) és induïda per SHH, que al seu torn atenua la seva activitat de senyalització. La vitronectina és una altra proteïna que és induïda per SHH; actua com un co-factor obligatori per a la senyalització SHH al tub neural.
Hi ha cinc dominis progenitors diferents al tub neural ventral: interneurones V3, neurones motores (MN), interneurones V2, V1 i V0 (d'ordre ventral a dorsal). Aquests diferents dominis progenitors s’estableixen mitjançant la "comunicació" entre diferents classes de factors de transcripció homeobox. (Vegeu Nervi trigeminal .) Aquests factors de transcripció responen a la concentració del gradient de SHH. Depenent de la naturalesa de la seva interacció amb SHH, es classifiquen en dos grups (classe I i classe II) i estan formats per membres de les famílies Pax, Nkx, Dbx i Irx. Les proteïnes de classe I es reprimeixen a diferents llindars de SHH que delimiten els límits ventrals dels dominis progenitors, mentre que les proteïnes de classe II s’activen a diferents llindars de SHH que delimiten el límit dorsal dels dominis. Les interaccions repressives creuades selectives entre les proteïnes de classe I i classe II donen lloc a cinc subtipus neuronals ventrals cardinals.
És important tenir en compte que SHH no és l'única molècula de senyalització que exerceix un efecte sobre el tub neuronal en desenvolupament. Moltes altres molècules, vies i mecanismes són actius (per exemple, RA, FGF, BMP) i són possibles interaccions complexes entre SHH i altres molècules. Es suggereix que els BMP tenen un paper crític en la determinació de la sensibilitat de la cèl·lula neuronal a la senyalització SHH. Les proves que ho avalen provenen d'estudis que utilitzen inhibidors de BMP que ventralitzen el destí de la cèl·lula de la placa neural per a una determinada concentració de SHH. D'altra banda, la mutació en antagonistes de la BMP (per exemple, noggin) produeix defectes greus en les característiques més ventrals de la medul·la espinal, seguida d'expressió ectòpica de BMP al tub neural ventral. Les interaccions de SHH amb Fgf i RA encara no s’han estudiat amb detall molecular.

### Activitat morfogenètica
L'activitat determinant del destí de les cèl·lules, dependent de la concentració i del temps, del SHH al tub neural ventral el converteix en un exemple excel·lent de morfogen. En els vertebrats, la senyalització SHH a la porció ventral del tub neural és la responsable principal de la inducció de les cèl·lules de la placa del sòl i de les neurones motores. SHH emana de la placa notocordial i del sòl ventral del tub neural en desenvolupament per crear un gradient de concentració que abasta l'eix dorso-ventral i que està antagonitzat per un gradient Wnt invers, que especifica la corda espinal dorsal. Concentracions més altes del lligand SHH es troben en els aspectes més ventrals del tub neural i del notocordi, mentre que concentracions més baixes es troben a les regions més dorsals del tub neural. El gradient de concentració de SHH s’ha visualitzat en el tub neural de ratolins dissenyats per expressar una proteïna de fusió SHH :: GFP per mostrar aquesta distribució graduada de SHH durant el temps del modelatge del tub neural ventral.
Es creu que el gradient SHH funciona per provocar múltiples destinacions cel·lulars diferents mitjançant un mecanisme dependent de la concentració i del temps que indueix una varietat de factors de transcripció a les cèl·lules progenitors ventrales. Cadascun dels dominis progenitors ventral expressa una combinació molt individualitzada de factors de transcripció: Nkx2.2, Olig2, Nkx6.1, Nkx6.2, Dbx1, Dbx2, Irx3, Pax6 i Pax7, que està regulada pel gradient SHH. Aquests factors de transcripció s’indueixen seqüencialment al llarg del gradient de concentració de SHH respecte a la quantitat i el temps d'exposició al lligand SHH. A mesura que cada població de cèl·lules progenitores respon als diferents nivells de proteïna SHH, comencen a expressar una combinació única de factors de transcripció que condueix a la diferenciació del destí de les cèl·lules neuronals. Aquesta expressió gènica diferencial induïda per SHH crea fronteres nítides entre els dominis discrets de l'expressió del factor de transcripció, que en última instància patrona el tub neural ventral.
L'aspecte espacial i temporal de la inducció progressiva de gens i destins cel·lulars al tub neural ventral s’il·lustra amb els dominis d'expressió de dos dels factors de transcripció més ben caracteritzats, Olig2 i Nkx2.2. Al començament del desenvolupament, les cèl·lules de la línia mitjana ventral només han estat exposades a una baixa concentració de SHH durant un temps relativament curt i expressen el factor de transcripció Olig2. L'expressió d'Olig2 s’expandeix ràpidament en direcció dorsal de forma concomitant amb l'extensió dorsal contínua del gradient SHH al llarg del temps. No obstant això, a mesura que el front morfogenètic del lligand SHH es mou i comença a créixer més concentrat, les cèl·lules que estan exposades a nivells més elevats del lligand responen desactivant Olig2 i activant Nkx2.2, creant un límit nítid entre les cèl·lules que expressen el factor de transcripció Nkx2.2 ventral a les cèl·lules que expressen Olig2. És d'aquesta manera que es creu que cadascun dels dominis de les sis poblacions de cèl·lules progenitores es patrona successivament al llarg del tub neural pel gradient de concentració de SHH. La inhibició mútua entre parells de factors de transcripció expressats en dominis veïns contribueix al desenvolupament de límits nítids; no obstant això, en alguns casos, s'ha trobat relació inhibidora fins i tot entre parells de factors de transcripció de dominis més llunyans. Particularment, s'informa que NKX2-2 expressat al domini V3 inhibeix l'IRX3 expressat en dominis V2 i més dorsals, tot i que V3 i V2 estan separats per un altre domini anomenat MN.

### Desenvolupament de dents
Sonic hedgehog (SHH) és una molècula de senyalització que està codificada pel mateix gen eriçó sonor. SHH té un paper molt important en l'organogènesi i, sobretot, en el desenvolupament craniofacial. Com que el SHH és una molècula de senyalització, funciona principalment per difusió al llarg d'un gradient de concentració, afectant les cèl·lules de diferents maneres. En el desenvolupament inicial de les dents, el SHH s’allibera del nus primari de l'esmalt —un centre de senyalització— per proporcionar informació de posició tant en un patró de senyalització lateral com pla en el desenvolupament de les dents i la regulació del creixement de la cúspide dental. El SHH en particular es necessita per al creixement dels bucles cervicals epitelials, on els epitelis externs i interns s’uneixen i formen un dipòsit per a les cèl·lules mare dentals. Després que s’apopten els nusos primaris d'esmalt, es formen els nusos secundaris d'esmalt. Els nusos secundaris d'esmalt secreten SHH en combinació amb altres molècules de senyalització per engruixir l'ectoderma oral i començar a modelar les formes complexes de la corona d'una dent durant la diferenciació i la mineralització. En un model de gens knockout, l'absència de SHH és indicativa d'holoprosencefàlia. No obstant això, SHH activa molècules aigües avall de Gli2 i Gli3. Els embrions mutants Gli2 i Gli3 tenen un desenvolupament anormal d'incisius que són detinguts en el desenvolupament inicial de les dents, així com molars petits.

### Desenvolupament pulmonar
Tot i que el SHH s’associa més comunament al desenvolupament de dígits cerebrals i de les extremitats, també és important en el desenvolupament pulmonar. Els estudis que utilitzen qPCR i knockout han demostrat que SHH contribueix al desenvolupament pulmonar embrionari. La ramificació pulmonar dels mamífers es produeix a l'epiteli dels bronquis i pulmons en desenvolupament. SHH s’expressa al llarg de l'endoderma anterior (la més interna de les tres capes germinals) a l'epiteli distal, on es desenvolupen els pulmons embrionaris. Això suggereix que SHH és parcialment responsable de la ramificació dels pulmons. S'ha vist més evidència del paper de SHH en la ramificació pulmonar amb qPCR. L'expressió de SHH es produeix als pulmons en desenvolupament al voltant del dia 11 embrionari i s'expressa fortament en els brots dels pulmons fetals, però baixa en els bronquis en desenvolupament. Els ratolins amb deficiència de SHH poden desenvolupar fístula traqueoesofàgica (connexió anormal de l'esòfag i la tràquea). A més, un model de ratolí knockout doble (SHH - / -) presentava un desenvolupament pulmonar deficient. Els pulmons del doble knockout SHH no van poder experimentar lobació i ramificació (és a dir, els pulmons anormals només van desenvolupar una branca, en comparació amb un fenotip molt ramificat del tipus salvatge).

### Funció regenerativa potencial
L'eriçó sonor pot tenir un paper en la regeneració de cèl·lules piloses de mamífers. Modulant l'activitat de la proteïna del retinoblastoma a la còclea de rata, l'eriçó sonor permet dividir i diferenciar cèl·lules ciliades madures que normalment no poden tornar a un estat proliferatiu. Les proteïnes del retinoblastoma suprimeixen el creixement cel·lular evitant que les cèl·lules tornin al cicle cel·lular, evitant així la proliferació. La inhibició de l'activitat de Rb sembla permetre la divisió de les cèl·lules. Per tant, l'eriçó sonor, identificat com un regulador important de la Rb, també pot demostrar ser una característica important per fer créixer les cèl·lules piloses després del dany.

## Processament
SHH passa per una sèrie de passos de processament abans que sigui secretat de la cèl·lula. El SHH sintetitzat recentment pesa 45 kDa i es coneix com la preproproteïna. Com a proteïna secretada, conté una seqüència de senyal curta al seu extrem N-terminal, que es reconeix per la partícula de reconeixement de senyal durant la translocació al reticle endoplasmàtic (ER), el primer pas en la secreció de proteïnes. Un cop finalitzada la translocació, la seqüència del senyal s'elimina mitjançant la senyal peptidasa a l'ER. Allà, SHH se sotmet a un processament automàtic per generar un 20 kDa domini de senyalització N-terminal (SHH-N) i un 25 Domini del terminal C kDa sense cap paper de senyalització conegut. La escissió està catalitzada per una proteasa dins del domini C-terminal. Durant la reacció, s'afegeix una molècula de colesterol a l'extrem C-terminal de SHH-N. Per tant, el domini C-terminal actua com una inteïna i una colesterol transferasa. Un altre fragment hidròfob, un palmitat, s’afegeix a l'alfa-amina de la cisteïna N-terminal de SHH-N. Aquesta modificació és necessària per a una senyalització eficient, donant lloc a un augment de 30 vegades de la potència sobre la forma no palmitilada i la duu a terme un membre de la família O-aciltransferasa lligada a la membrana Proteïna-cisteïna N-palmitoiltransferasa HHAT.

## Robotnikinin
S'ha trobat un potencial inhibidor de la via de senyalització de l'eriçó i batejat com a "Robotnikinin", en honor del enemic de Sonic the Hedgehog, el Dr. Ivo "Eggman" Robotnik.

## Antiga controvèrsia sobre el nom
El gen s’ha relacionat amb una malaltia coneguda com a holoprosencefàlia, que pot provocar defectes cerebrals, cranis i facials greus, cosa que fa que alguns clínics i científics critiquin el nom al considerar que sona massa frívol. S'ha assenyalat que l'esment d'una mutació en un gen sonor de l'eriçó pot no ser ben rebuda en una discussió sobre un trastorn greu amb un pacient o la seva família. Aquesta controvèrsia s'ha esvaït en gran manera i el nom ara es considera generalment com una relíquia divertida de l'època anterior a l'aparició d'una seqüenciació completa i barata del genoma complet i d'una nomenclatura normalitzada. El problema de la "inapropietat" dels noms de gens com ara "Mares contra la decapentaplegia", "Lunatic fringe" i "Sonic hedgehog" s'evita en gran manera mitjançant l'ús de abreviatures estandarditzades quan es parla amb els pacients i les seves famílies.

## Galeria
| Interaction between SHH and Gli proteins which gives rise to different ventral neuronal subtypes. |